# Fushūgaku

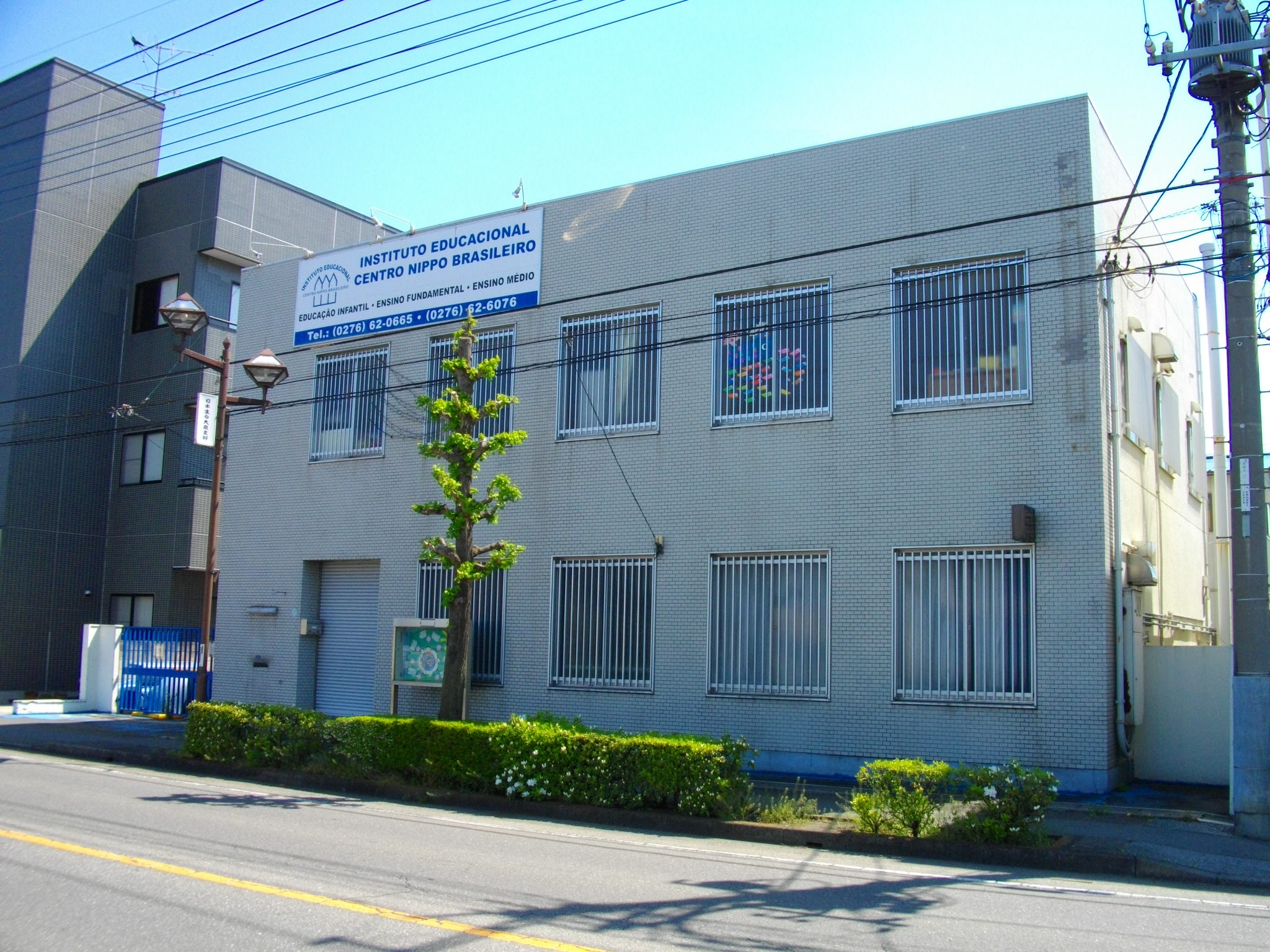
Instituto educacional, o Centro Nippo-Brasileiro de Oizumi, uma escola para crianças brasileiras que nasceram no Japão, que não podem frequentar as escolas tradicionais japonesas devido a problemas financeiros e/ou não adequação à cultura local (exemplo: incapacidade de comunicação na língua japonesa, etc.)

Fushūgaku (不就学) é uma expressão da língua japonesa empregada para descrever crianças que não frequentam escolas. Usualmente referem-se a filhos de brasileiros no Japão que não estão matriculados em escolas por falta de condições financeiras ou por não adequação à cultura local.

## Razões
- Muitas pessoas não entendem e não falam a língua japonesa;
- As despesas com escolas para brasileiros no Japão são muito altas;